# Бижанов, Нурахмет Кусаинович
Нурахмет Кусаинович Бижанов (2 августа 1944) — председатель Агентства Республики Казахстан по чрезвычайным ситуациям (март-ноябрь 2004), кандидат технических наук.

## Биография
Происходит из рода албан Старшего жуза.
С отличием окончил инженерно-строительный факультет Казахского политехнического института 1966 году.
После окончания института трудился в родном ВУЗе преподавателем.
В 1969 году поступает на аспирантуру Московского инженерно-строительного института, которую оканчивает в 1972 году.
По окончании аспирантуры вернулся в КазПТИ, работая в последующие годы в должности заместителя декана, а затем декана строительного факультета.
В 1980 году становиться деканом в Алма-Атинском архитектурно-строительном институте.
С 1980 по 1988 год занимал должность заведующего сектором промышленности строительных материалов отдела строительства ЦК Компартии Казахстана.
С 1988 по 1990 год — работа в Армении на ликвидации последствий землетрясения 1988 года.
С июня 1990 года на ликвидации последствий Зайсанского землетрясения.
С февраля 1991 года — заместитель председателя Государственной комиссии РК по чрезвычайным ситуациям.
С ноября 1995 года — первый заместитель председателя Государственного комитета РК по чрезвычайным ситуациям.
С января 1999 года — первый заместитель председателя Агентства РК по чрезвычайным ситуациям.
В марте 2004 года назначен председателем Агентства РК по чрезвычайным ситуациям.
25 ноября 2004 года назначен вице-министром по чрезвычайным ситуациям Республики Казахстан.
В 2008 году вышел на заслуженный отдых.

## Награды
- Орден Курмет (1996)[4]
- Медаль «Ерлігі ушін» (2001)[5]
- Медаль «Астана» (1997)
- Медаль «Казакстан Конституциясына 10 жыл» (2005)
- Медаль «Казакстан Республикасынын Парламентіне 10 жыл» (2005)
- Почётный работник МЧС Республики Казахстан
- Медаль Международной организации Гражданской обороны.
- Медаль Анании Ширакаци (Армения, за активное участие в спасательных работах в зоне Спитакского землетрясения)
- Бронзовая медаль ВДНХ
- Орден Святого князя Александра Невского I степени (АПБОП, за заслуги и большой личный вклад в укрепление дружбы между Россией и Казахстаном)